# Тайвански пиктоденталий
Тайванските пиктоденталии (Pictodentalium formosum) са вид лопатоноги от семейство Dentaliidae.
Таксонът е описан за пръв път от Артър Адамс през 1850 година.